# 田彦晏
田彦晏，北宋顺州蛮（僚人）首领。
宋真宗时封归德将军、检校太子宾客，知顺州（今湖北宣恩县）。乾兴元年（1022年），率保顺州知州田承恩举兵反宋，攻打施州暗利寨（今湖北利川市）。被宋朝夔州兵进剿，战败。次年，因不敌官军，上书朝廷愿还所掠金帛、器械等财物，归还所掠户口，并输粟二千石以表示悔过，被朝廷加封宁远将军、检校工部尚书，仍知羁縻顺州。